# Tipula luteipennis
Tipula luteipennis är en tvåvingeart som beskrevs av Johann Wilhelm Meigen 1830. Tipula luteipennis ingår i släktet Tipula och familjen storharkrankar. Arten är reproducerande i Sverige.

## Underarter
Arten delas in i följande underarter:
- T. l. luteipennis
- T. l. agilis
- T. l. mediolobata

## Bildgalleri

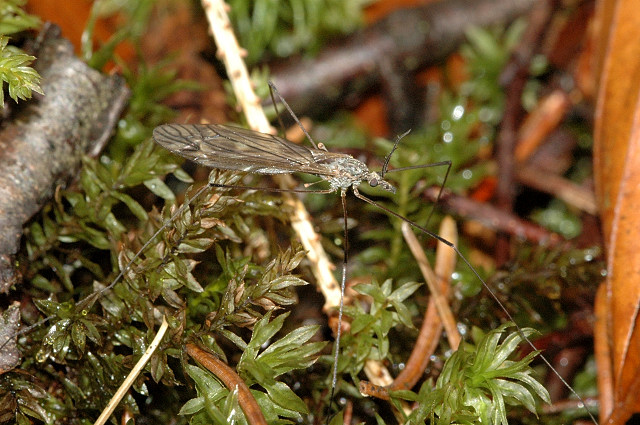
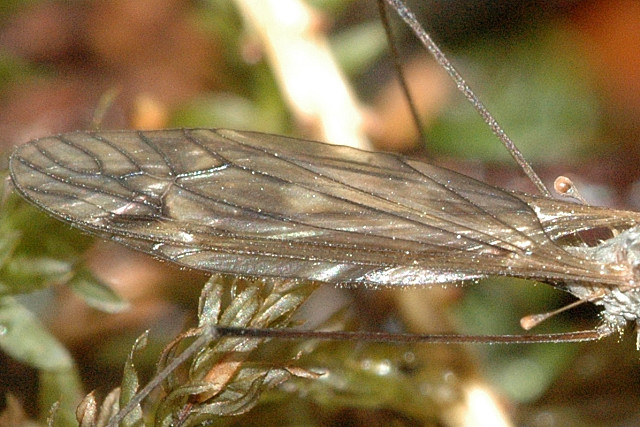